# Punxaflors ullgroc
El punxaflors ullgroc (Diglossa glauca) és un ocell de la família dels tràupids (Thraupidae).

## Hàbitat i distribució
Habita la selva pluvial, localment als Andes del sud-est de Colòmbia, est de l'Equador, sud-est del Perú i oest-centre de Bolívia.